# 第72回日劇學院賞
←第71回 - 第72回 - 第73回→
第72回日劇學院賞，針對2012年1月到3月在日本播出的連續劇做出投票與評比。

## 最優秀作品賞
1. 康乃馨
2. 幸運7人組
3. 倒數第二次戀愛

- 讀者票：1. 幸運7人組；2. 幸福送行者；3. 草莓之夜；4. 康乃馨；5. Hungry！
- 記者票：1. 倒數第二次戀愛；2. 康乃馨；3. 草莓之夜；4. 命運之人；5. 幸運7人組
- 評審票：1. 康乃馨；2. 草莓之夜；3. 倒數第二次戀愛；4. 走在鋼索上的女人 ；5. 幸運7人組、孤獨的美食家、Hungry！

## 主演男優賞
1. 松本潤（幸運7人組）
2. 中井貴一（倒數第二次戀愛）
3. 本木雅弘（命運之人）

- 讀者票：1. 松本潤（幸運7人組）；2. 山下智久（幸福送行者）；3. 向井理（Hungry！）
- 記者票：1. 中井貴一（倒數第二次戀愛）；2. 本木雅弘（命運之人）；3. 山田涼介（理想母子）
- 評審票：1. 中井貴一（倒數第二次戀愛）；2. 松本潤（幸運7人組）；3. 本木雅弘（命運之人）

## 主演女優賞
1. 尾野真千子（康乃馨）
2. 竹内結子（草莓之夜）
3. 小泉今日子（倒數第二次戀愛）

- 讀者票：1. 竹內結子（草莓之夜）；2. 尾野真千子（康乃馨）；3. 松下奈緒（被稱作早海的日子）
- 記者票：1. 小泉今日子（倒數第二次戀愛）；2. 尾野真千子（康乃馨）；3. 竹內結子（草莓之夜）
- 評審票：1. 尾野真千子（康乃馨）；2. 竹內結子（草莓之夜）；3. 小泉今日子（倒數第二次戀愛）

## 助演男優賞
1. 瑛太（幸運7人組）
2. 西島秀俊（草莓之夜）
3. 大泉洋（幸運7人組）

- 讀者票：1. 大泉洋（幸運7人組）；2. 瑛太（幸運7人組）；3. 西島秀俊（草莓之夜）
- 記者票：1. 西島秀俊（草莓之夜）；2. 瑛太（幸運7人組）；3. 坂口憲二（倒數第二次戀愛）
- 評審票：1. 小林薰（康乃馨）；2. 瑛太（幸運7人組）；3. 星田英利（康乃馨）

## 助演女優賞
1. 真木陽子（命運之人）
2. 松隆子（命運之人）
3. 中谷美紀（神聖怪物們）

- 讀者票：1. 仲里依紗（幸運7人組）；2. 松嶋菜菜子（幸運7人組）；3. 榮倉奈奈（幸福送行者）
- 記者票：1. 真木陽子（命運之人）；2. 松隆子（命運之人）；3. 中谷美紀（神聖怪物們）
- 評審票：1. 麻生祐未（康乃馨）；2. 中谷美紀（神聖怪物們）；3. 瀧本美織（Hungry！）

## 主題曲賞
- 嵐「Wild at Heart」（幸運7人組）

## 腳本賞
1. 岡田惠和（倒數第二次戀愛）
2. 渡邊綾（康乃馨）
3. 野島伸司（理想的兒子）

## 監督賞
1. 佐藤祐市、石川淳一（草莓之夜）
2. 田中健二、末永創、安達もじり、小島史敬、福岡利武、松川博敬、盆子原誠、熊野律時（康乃馨）
3. 佐藤信介、成田岳、平野眞、長瀬國博（幸運7人組）

## 特別賞
- 夏木麻里（康乃馨）